# Isohypsibius duranteae
Isohypsibius duranteae är en djurart som tillhör fylumet trögkrypare, och som först beskrevs av Walter Maucci 1978.  Isohypsibius duranteae ingår i släktet Isohypsibius och familjen Hypsibiidae. Inga underarter finns listade i Catalogue of Life.